# Міхаліс Муруцос
Міхаліс Муруцос (грец. Μιχάλης Μουρούτσος, 29 лютого 1980, Афіни, Греція) — грецький спортсмен, олімпійський чемпіон з тхеквондо 2000 в Сіднеї у ваговій категорії до 58 кг. Брав участь також у літніх Олімпійських іграх 2004 року в Афінах, проте посів лише 9 місце.
Міхаліс Муруцос почав займатись тхеквондо у віці 7 років. Тренерами були Танасіс Прагалос (пізніше президент Грецької федерації тхеквондо) і Йоргос Забеліс.